# Ben Barclay
Ben Barclay (* 4. Februar 2002 in Auckland) ist ein neuseeländischer Freestyle-Skier. Er startet in den Disziplinen Slopestyle und Big Air.

## Werdegang
Barclays erster Wettkampf war der Snowplanet in Auckland, wo er Zweiter wurde. Ab 2015 verbrachte er die Winter in Wanaka und trainierte im Cardrona Alpine Resort, wo er seine ersten Schritte auf dem Weg zum Profi machte. Er wurde 2018 in den High Performance Development Kader von Snow Sports NZ berufen.
Am 7. September 2018 gab Barclay sein Debüt im Freestyle-Skiing-Weltcup. Anfang Dezember 2021 schaffte er in Steamboat erstmals den Sprung in ein Finale im Weltcup. Er belegte den 7. Platz, was eine persönliche Bestleistung für Barclay war. Im Januar 2022 erreichte er mit dem zweiten Platz in Font Romeu das erste Mal eine Platzierung auf einem Weltcup-Podest.
Barclay nahm bei den Olympischen Jugend-Winterspielen 2020 teil, wo er den 16. Platz im Slopestyle und den 15. im Big Air belegte. Bei seinen ersten Freestyle-Skiing-Weltmeisterschaften in Aspen erreichte er den 24. Platz im Slopestyle und den 31. Platz im Big Air.

## Erfolge

### Olympische Spiele
- Peking 2022: 10. Slopestyle, 16. Big Air

### Weltmeisterschaften
- Aspen 2021: 24. Slopestyle, 31. Big Air

### Weltcupwertungen
| Saison  | Gesamt | Gesamt | Park & Pipe | Park & Pipe | Big Air | Big Air | Slopestyle | Slopestyle |
| Saison  | Platz  | Punkte | Platz       | Punkte      | Platz   | Punkte  | Platz      | Punkte     |
| ------- | ------ | ------ | ----------- | ----------- | ------- | ------- | ---------- | ---------- |
| 2018/19 | 236.   | 1,4    | -           | -           | 46.     | 7       | -          | -          |
| 2019/20 | 240.   | 1,4    | -           | -           | 47.     | 7       | 44.        | 7          |
| 2020/21 | -      | -      | 59.         | 13          | -       | -       | 36.        | 13         |